# Naujac-sur-Mer
Naujac-sur-Mer – miejscowość i gmina we Francji, w regionie Nowa Akwitania, w departamencie Żyronda.
Według danych na rok 1990 gminę zamieszkiwało 650 osób, a gęstość zaludnienia wynosiła 7 osób/km² (wśród 2290 gmin Akwitanii Naujac-sur-Mer plasuje się na 609. miejscu pod względem liczby ludności, natomiast pod względem powierzchni na miejscu 40.).